# 232 (číslo)
Dvě stě třicet dva je přirozené číslo, které následuje po čísle dvě stě třicet jedna a předchází číslu dvě stě třicet tři. Římskými číslicemi se zapisuje CCXXXII a řeckými číslicemi σλβ.

## Matematika
232 je:
- Deficientní číslo
- Nešťastné číslo
- Nepříznivé číslo
- Desetiúhelníkové číslo
- Součet tří Motzkinových čísel: 127 + 51 + 4

## Chemie
- 232 je nukleonové číslo nejstabilnějšího izotopu thoria[1]

## Astronomie
- (232) Russia je planetka hlavního pásu, kterou objevil v roce 1883 Johann Palisa

## Doprava
- Silnice II/232 je česká silnice II. třídy vedoucí na trase Rokycany – Břasy – Kozojedy – II/201[2][3][4]

## Ostatní
- +232 je mezinárodní telefonní předvolba Sierry Leone

## Roky
- 232
- 232 př. n. l.